# Egon Drews
Egon Drews (1 de junio de 1926 – 13 de enero de 2011) fue un deportista alemán que compitió para la RFA en piragüismo en la modalidad de aguas tranquilas.
Participó en los Juegos Olímpicos de Helsinki 1952, obteniendo en total dos medallas de bronce, en las pruebas de C2 1000 m y C2 10 000 m.

## Palmarés internacional
| Juegos Olímpicos | Juegos Olímpicos     | Juegos Olímpicos  | Juegos Olímpicos |
| Año              | Lugar                | Medalla           | Competición      |
| ---------------- | -------------------- | ----------------- | ---------------- |
| 1952             | Helsinki (Finlandia) | Medalla de bronce | C2 1000 m        |
| 1952             | Helsinki (Finlandia) | Medalla de bronce | C2 10 000 m      |